# 信越本線高速化
信越本線高速化（しんえつほんせんこうそくか）とは、日本海縦貫線直江津駅 - 新津駅間を含む信越本線をミニ新幹線、あるいは軌間可変電車（フリーゲージトレイン）、在来線改良などによって高速化を目指す計画のことである。

## 概要
上越新幹線と北陸新幹線を結ぶミニ新幹線には沿線の柏崎市などが積極的で、新潟県の長期総合計画にも盛り込まれた。
現在、柏崎駅が信越本線・越後線の分岐駅となっているが、2015年の北陸新幹線延伸後には、柏崎市全体が上越・北陸両新幹線に挟まれるかたちとなり開発から取り残されるのではないかという懸念がある。このため長岡駅・上越妙高駅の間の信越本線をミニ新幹線化し直通運転を行い柏崎駅を停車駅とすることで駅周辺が活性化し、更には関西・北陸の各都市と新潟市、その先の東北へと続く高速鉄道のルートが確立される。
2003年度より新潟県が信越本線高速化調査を進めていていたが、2005年6月、柏崎市長は多額の費用が必要との理由からミニ新幹線を断念し、今後の活動方針を在来線の高速化に転換する意思を表明。ミニ新幹線は「夢」としては残しておくことに留めるとした。これを受け、当時の新潟県知事泉田裕彦は定例記者会見で、羽越本線高速化と比べ信越本線の方は、まだ十分な調査がなされていないとし、地元での議論が熟成する事を注意深く見守る旨の発言した。
2006年度はフリーゲージトレインの導入を前提にした在来線高速化について、2007年度にミニ新幹線の調査を行い、2008年度に新在直通運転化調査の需要予測・整備効果の検討、総括を行った。長岡接続、上越接続、糸魚川接続について調査検討された。
短期的には既存の優等列車等の維持・継続、中長期的には新幹線・在来線直通運転化の実現を図るとされたが、2009年度を最後に検討されていなかった。
2022年度新潟県予算案に高速化の調査金額などが記載され、2023年度より再び高速化について議論されるようになり、同年7月、長岡駅・上越妙高駅間をミニ新幹線とする案と同駅間の信越本線をトンネルの設置により高速化をする2案があがった。
2024年（令和6年）3月現在、新潟県が示している4案は下記の通り。
1. 上越妙高駅 - 長岡駅間ミニ新幹線化案
2. 糸魚川駅 - 長岡駅間ミニ新幹線化案
3. 信越線改良案
4. 北越急行ミニ新幹線化・長岡駅-柏崎駅間のシャトル化案

## 年表
- 2003年度（平成15年度） - 新潟県が信越本線高速化の調査開始
- 2005年（平成17年）6月 - 柏崎市長がミニ新幹線構想を断念表明。新潟県泉田裕彦知事が「地元での議論が熟成する事を注意深く見守る」旨の発言
- 2006年度（平成18年度） - フリーゲージトレインの導入を前提にした在来線高速化調査
- 2007年度（平成19年度） - ミニ新幹線導入の調査
- 2008年度（平成20年度） - 新在直通運転化調査の需要予測・整備効果の検討、総括
- 2022年度（令和4年度）- 新潟県の予算案に高速化の調査金額などが盛り込まれる
- 2023年（令和5年）7月 - 長岡駅 - 上越妙高駅間をミニ新幹線とする案と同駅間の信越本線をトンネルの設置により高速化をする2案が出る